# Vincke

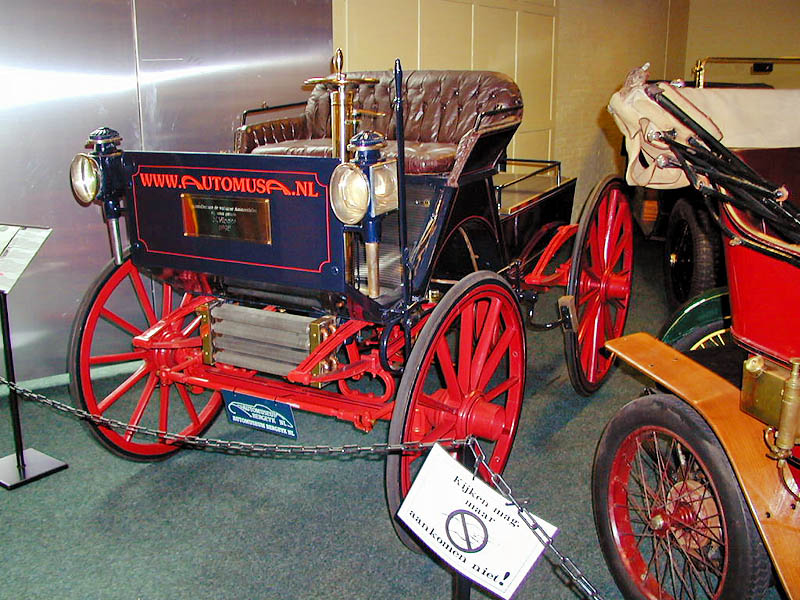
Vincke Victoria uit 1895 (replica)

Waarschijnlijk is Vincke (of Vincke Malines) de eerste autofabrikant in België.
Vincke werd in 1876 opgericht door Nicolas Vincke.
In 1894 wordt in Mechelen, in een werkplaats voor treinen, de eerste auto uit België gemaakt. Tot 1905 wist Vincke het hoofd boven water te houden, daarna stopte de autoproductie.
De enige overgebleven Vincke is een Open Tourer uit 1895.
In feite is het een replica van een Vincke uit circa 1890. Deze is gefabriceerd door Frédéric (Fritz) Moortgat uit het Gentse.
De replica werd getoond op de Dreamcar beurs te Mechelen. Daar barstte een discussie uit rond de authenticiteit van de wagen.
De eencilindermotor werd gekoppeld aan een manuele transmissie met twee verhoudingen. Deze staat te koop bij Oldtimerfarm.